# Chivas Regal
Chivas Regal (/ˈʃɪvəs ˈriːɡəl/, рус. Ши́вес Ри́гал) — бренд шотландского виски, который производится винокурней Chivas Brothers, принадлежащей группе Pernod Ricard.

## История

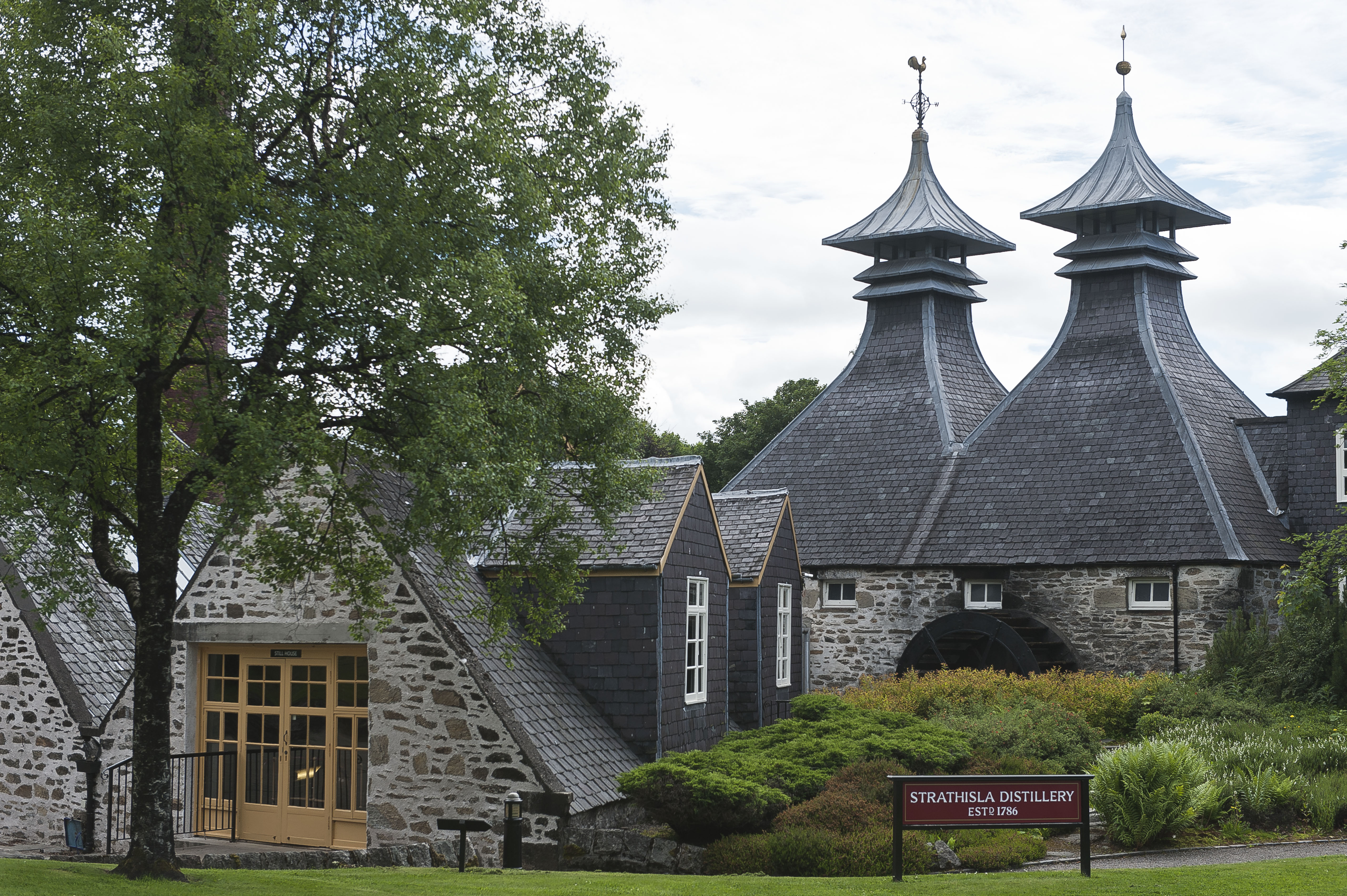
Strathisla distillery

Компания Chivas Brothers основана в 1801 году двумя братьями, Джоном и Джеймсом Шивесами. Свою семейную фамилию они получили от особняка Шивес (Schivas Mansion) в Абердиншире, построенного в 1640 году. Название происходит от гэльского 'seamhas', что означает 'узкое место'.
В магазине Chivas Brothers продавалось множество деликатесов со всего мира: дорогие сорта кофе, специи, коньяк, ром из Карибского региона и других. В 1801 году братья создали собственный виски высокого качества. Новый виски быстро полюбили богатые люди Шотландии, а вскоре — и приближённые английской королевской семьи.
В начале XX века компания решила производить виски высокой выдержки на экспорт в США, где в связи с быстро развивающейся экономикой был большой спрос на товары класса люкс. Этот вид виски получил название Chivas Regal 25 и был ведущим брендом шотландских виски на американском рынке до вступления в силу Сухого закона в 1920 году. После отмены сухого закона Chivas вернулся на американский рынок под маркой Chivas Regal 12. Он стал стильным напитком эры, во многом благодаря его рекламе как любимого виски Фрэнка Синатры.
В 1997 году мастер купажирования Chivas Regal Колин Скотт (англ. Colin Scott) создал 18-летний виски. 
В 2000 году компания Pernod Ricard приобрела Chivas Regal.

## Виды виски
Сейчас под маркой Chivas Regal продаётся выдержанный виски, имеющий крепость 40 процентов (соотношение спиртов и воды). Это 12-летний виски, самый популярный из Chivas Regal, 18-летний виски, 25-летний и Chivas Royal Salute, имеющий выдержку в 21 год.
- Chivas Regal 12

- Chivas Regal 18
- Chivas Regal 25
- Chivas Regal The Icon
- Chivas Revolve
- Chivas Royal Salute 100 Cask
- Chivas Royal Salute 21 years

- Chivas Royal Salute

- Chivas Regal XV

## Завод по производству Стратайла
Завод Strathisla в Спейсайде является домом для Чивас Ригал и его туристического центра. Основанный в 1786 году как Milton/Miltown distillery, он является старейшим рабочим заводом в Шотландии. [31] Односолодовый виски из Стратайлы — это ядро солодового виски во всех сортах Чивас Ригал, подкрепленное солодом из Лонгморна, Гленливета, Аллт-а-Бхенна, Милтондуффа Ликероя и Бреса из Гленливета (ныне Браваля) среди других сортов и зерно из Стратклайдских заводов в Низменностях.

## Награды
Виски Chivas Regal хорошо зарекомендовали себя на международных крепких напитков. В 2013 году жюри конкурса World Spirits в Сан-Франциско присудило двойные золотые медали виски Chivas Regal 18 лет, 21 год и 25 лет.

### Международный конкурс спиртных напитков в Сан-Франциско
| Whisky                                                 | 2003   | 2006        | 2007   | 2008        | 2009   | 2010 | 2011        | 2012        | 2013        |
| ------------------------------------------------------ | ------ | ----------- | ------ | ----------- | ------ | ---- | ----------- | ----------- | ----------- |
| Chivas Regal 18yr Gold Signature Blended Scotch Whisky | Gold   | Double      | Silver | Double-Gold | Bronze | -    | Gold        | Gold        | Double-Gold |
| Chivas Regal 21yr Royal Salute Blended Scotch Whisky   | Silver | Double-Gold | Silver | Silver      | Silver | -    | Gold        | Gold        | Double-Gold |
| Chivas Regal 25yr Original Blended Scotch Whisky       | -      | -           | -      | Double-Gold | -      | -    | Double-Gold | Double-Gold | Double-Gold |
| Ресурс: Архив                                          |        |             |        |             |        |      |             |             |             |